# Girandoni-Windbüchse

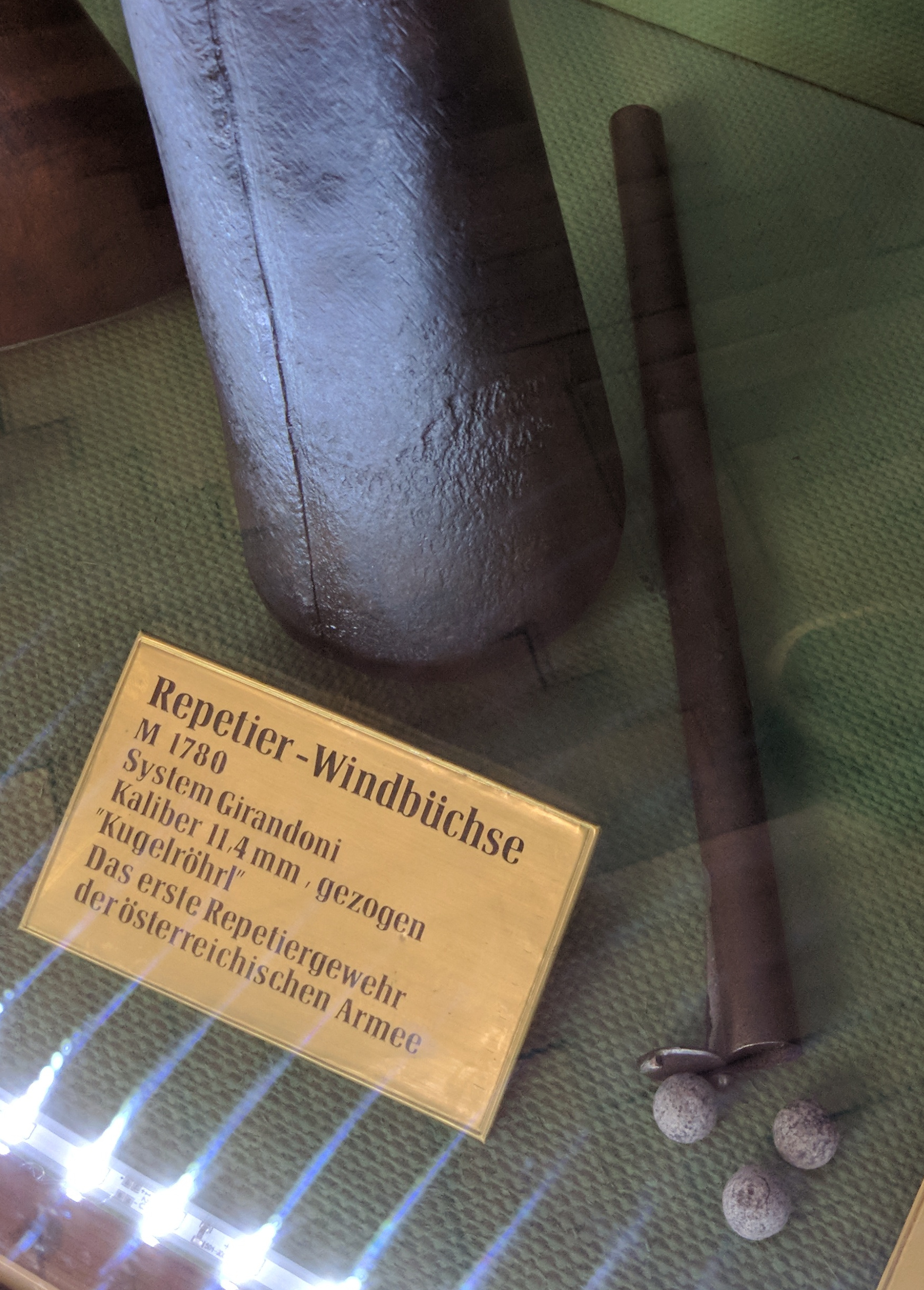
Röhrenmagazin mit Geschossen

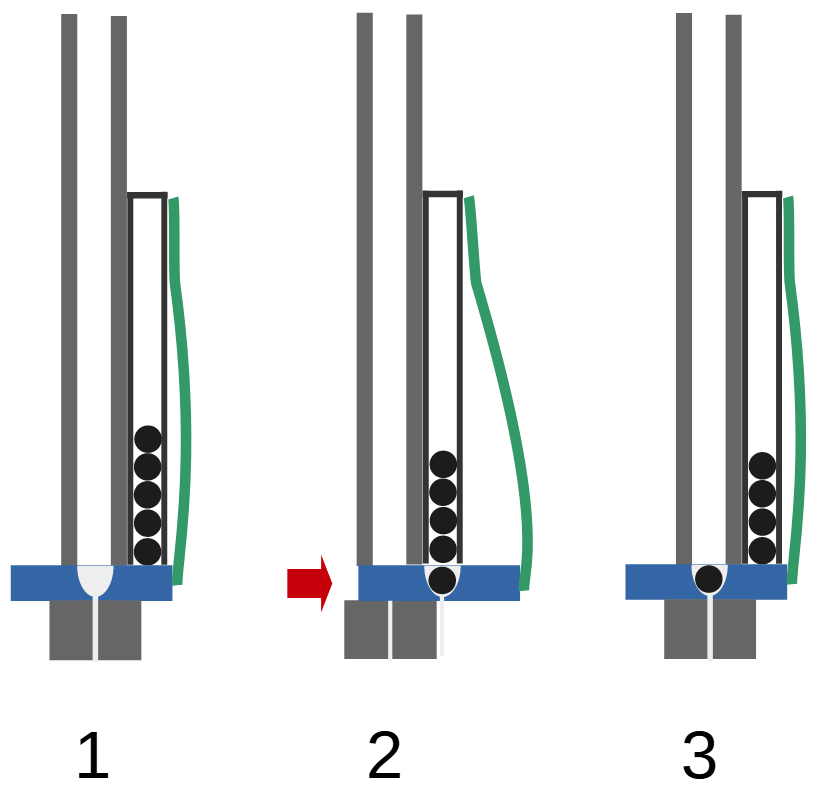
Repetiersystem:
1) Verschluss in Ruheposition, kein Geschoss im Lauf
2) Verschluss wird gegen die Federkraft zum Röhrenmagazin hin gedrückt und ein Geschoss fällt hinein
3) Die Federkraft drückt den Verschluss samt dem Geschoss hinter den Lauf

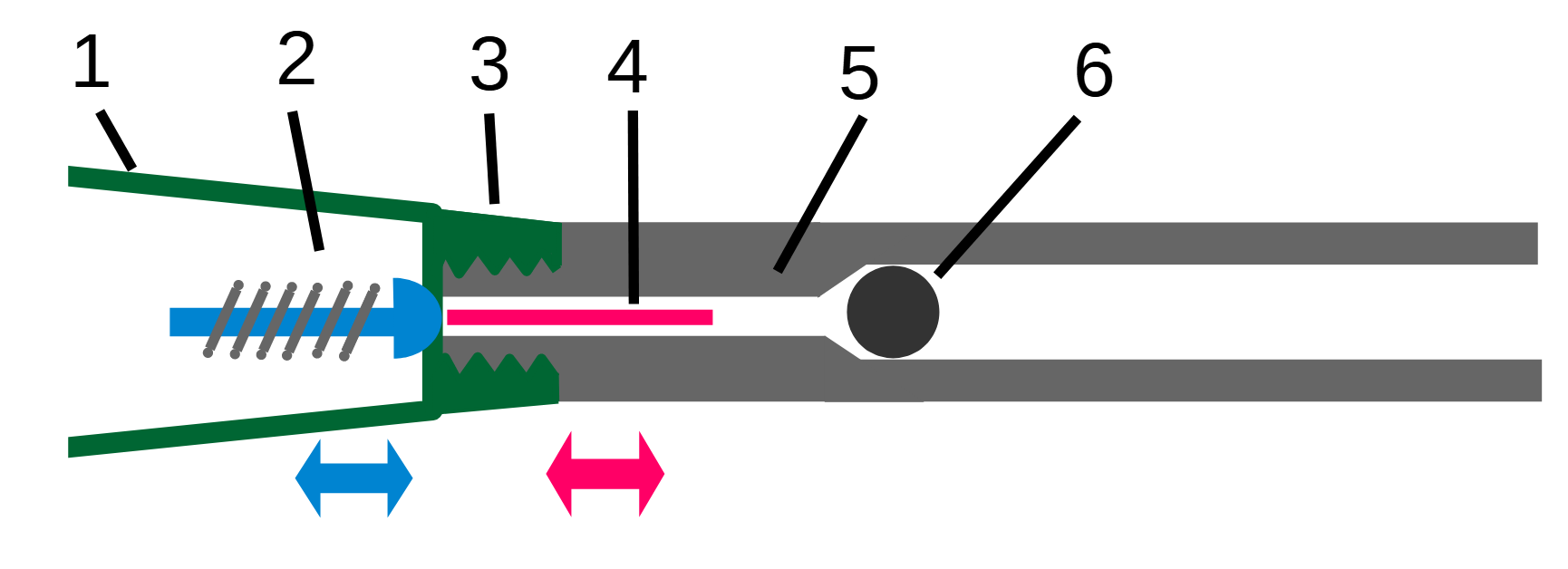
Druckluftsystem:
1) Druckbehälter
2) Ventil
3) Gewindebefestigung
4) Schlagbolzen
5) Waffenrohr
6) Geschoss

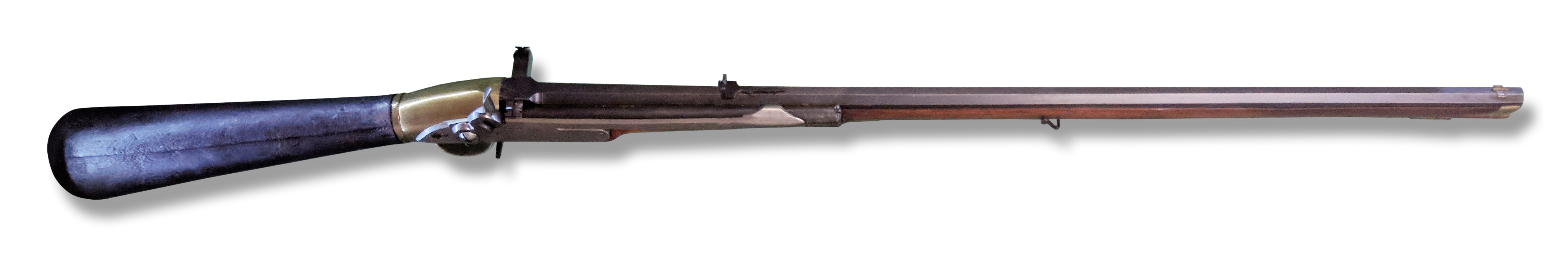
Girandoni-Windbüchse aus dem HGM Wien: gut zu erkennen der Schieber zum Nachladen auf der linken Seite

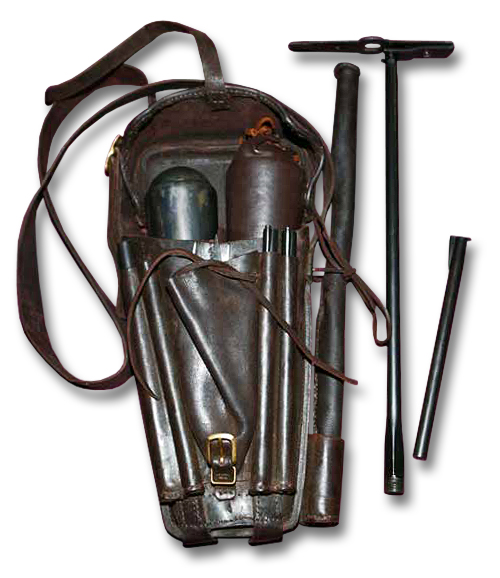
Zubehör (Pumpe, zwei Druckbehälter, Röhrenmagazine) mit Tasche

Die Girandoni-Windbüchse bzw. Girardoni-Windbüchse ist eine von dem Tiroler Uhrmacher Bartolomeo Girardoni um 1779 entwickelte Windbüchse für Bleikugeln, also ein Vorläufer der Luftgewehre. Die Waffe wurde in der Kaiserlichen Armee eingeführt und gilt als Besonderheit, denn sie ist eines der ersten Hinterladergewehre, eine der ersten Repetierbüchsen und die einzige militärisch genutzte Windbüchse. Trotz einiger großer Leistungsvorteile gegenüber Feuerwaffen wurde sie wegen schwerwiegender Probleme im Einsatz kurz nach 1800 wieder aus dem Dienst gezogen.

## Geschichte
Windbüchsen wurden im 15. Jahrhundert entwickelt und parallel zu Feuerwaffen verbessert. Trotz einiger Vorteile gegenüber den Feuerwaffen waren die Windbüchsen jedoch nicht weit verbreitet. Der Uhrmacher Bartolomeo Girardoni aus Cortina d’Ampezzo entwickelte um das Jahr 1779 ein System einer Repetierbüchse, die als konventionelle Feuerwaffe mit Steinschloss oder als Windbüchse gebaut werden konnte. Der österreichische Feldmarschall Franz Moritz von Lacy wurde auf die Konstruktion aufmerksam und verfasste 1779 einen positiven Bericht. Kaiser Joseph II. war von der Konstruktion angetan und wies Lacy im März 1779 an, Versuche durchzuführen. Diese fanden im Juli statt und Lacy schlug vor, 1000 Steinschlossgewehre und 500 Windbüchsen zu beschaffen. Im Dezember 1779 zog Girardoni in Begleitung seiner Familie, seines Assistenten Franz Colli sowie zweier Arbeiter nach Wien und nahm die Arbeit auf. Die Verantwortung für die Einführung der neuen Waffe wurde dem Feldmarschall Wenzel Joseph von Colloredo übergeben.
1786 wurden Erfinder und Waffe wie folgt gewürdigt (wobei auch die quasi industrielle Fertigung erwähnt wird):

„Der glückliche Erfinder davon ist Hr. Girardoni, ein ganz unstudirter Mann aus Wälschtyrol. Seine Gewehre sind nur unmerklich theuerer, als die gewöhnlichen; haben wegen ihres innern, einfachen Baues auf die nemliche Stärke u. Dauer Anspruch, und schießen, ohne nur gepumpt zu werden, 50mal in einem fort. Die Heftigkeit ihres Triebes ist so außerordentlich, daß die ersten 20 Schüsse gleich nach dem Pumpen auf 500 Schritte noch ein dickes Brett durchschlagen. So wie einst der Weltentdecker Kolumb, ward Girardoni im Anfang durch 2 Jahre lang verkannt, und mußte sich unendlichen Hindernissen unterwerfen. Endlich siegte er, und wird um so mehr geschätzt. Von den Leuten, die unter ihm stehen, hat ein jeder ein bestimmtes einzelnes Stück zu bearbeiten, und er setzt dann die ganze Maschine zusammen. In seinen Nebenstunden macht er mancherlei Gattungen von Sackuhren, wo aber nie eine der andern gleich kömmt. Fürst Karl Lichtenstein ließ jüngst eine hölzerne Uhr bei ihm machen, die 100 Dukaten kostete, aber Fleiß und Genauigkeit sind dabei nicht zu beschreiben.“

Von 1780 bis 1784 konnte Girardoni 111 Steinschlossgewehre sowie 274 Windbüchsen, allerdings ohne Druckbehälter, herstellen. Obwohl dies eine beeindruckende Leistung war, zeigte sich die Kaiserliche Armee mit dem Fortschritt nicht zufrieden. Außerdem kam es zwischen der Armee und Girardoni zu Meinungsverschiedenheiten bezüglich der Organisation der Produktion. Deswegen wurde entschieden, die Arbeit an den Steinschlossgewehren ruhen zu lassen und Girardoni mehr Verantwortung zu übertragen. Zwischen 1785 und 1787 konnte Girardoni 700 Windbüchsen fertigstellen. Als 1787 der Russisch-Österreichische Türkenkrieg (1787–1792) ausbrach, waren etwa 1000 Windbüchsen fertig. Allerdings war nur ein Druckbehälter pro Windbüchse verfügbar, wohingegen pro Waffe zwei zusätzliche Druckbehälter zum Austausch vorgesehen waren. Außerdem fehlten noch ausreichend Luftpumpen sowie die speziellen Tragetaschen für Zubehör. Zu Beginn des Krieges wurden deshalb nur 200 Windbüchsen in das Depot in Peterwardein übergeben. Zu dieser Zeit wurden auch größere Pumpen auf einem zweiachsigen Handwagen entworfen. Viele Schwierigkeiten in der Organisation der Produktion konnten nur überwunden werden, weil der Kaiser persönlich hinter dem Projekt stand.
Obwohl der Kaiser der Herstellung der Waffen viel Aufmerksamkeit schenkte und ihm die technischen Eigenschaften der Waffe bekannt waren, empfahl er, die Schulung der Soldaten so kurz wie möglich zu halten. Er wollte den einfachen Soldaten mit der Technik der neuartigen Waffe nicht überfordern. Dadurch konnte die Kaiserliche Armee die sich anbietenden einmaligen taktischen Möglichkeiten nicht ausspielen. Mit der Girandoni-Windbüchse konnten in schneller Abfolge gezielte Schüsse abgegeben werden. Zwar war die Jägertruppe mit Pflasterbüchsen (siehe Liste der Feuerwaffen-Fachbegriffe / P) ausgestattet, die zwar ebenfalls einen gezogenen Lauf hatten und präzise schossen, dafür aber sehr umständlich und daher langsam zu laden waren.
Am 1. April 1788 verzeichnete das Depot in Peterwardein 500 Windbüchsen. In der Hochphase schaffte es Girandoni, bis zu 100 Druckbehälter in der Woche herzustellen. Im November 1788 waren 1000 Windbüchsen in Peterwardein bzw. im Einsatz. Schließlich wurden 1500 Windbüchsen mit entsprechendem Zubehör gefertigt.
Es gibt nur sehr wenig Berichte über die Einsatzerfahrungen mit der Waffe. Ein Bericht von 21. Juli 1789 von Colloredo weist darauf hin, dass die neue Waffe für die unerfahrenen Soldaten schwierig zu handhaben war. Auch beklagt er die hohe Ausfallrate, so war am Ende des untersuchten Zeitraums nur noch ein Drittel der Waffen voll funktionstüchtig. Colloredo empfahl die Nutzung der Waffe in dafür speziell ausgebildeten Einheiten. Das hätte auch die für die Waffen spezielle Logistik (Pumpen, Ersatzteile, Büchsenmacher) erleichtert. In der Waffe selbst sah Colloredo großes Potential. Der Befehlshaber der Kaiserlichen Armee Andreas Hadik von Futak schloss sich den Empfehlungen an. Der Kaiser war aber dagegen und so verstrich wertvolle Zeit, bis Joseph II. im Februar 1790 starb. Der neue Kaiser Leopold II. schätzte die Girandoni-Windbüchse ebenso, er unterstützte aber auch die Idee der Aufstellung separater Einheiten. Er beorderte alle Windbüchsen nach Wien zur Überprüfung zurück. Danach sollte die Waffe an die Tiroler Jägertruppe ausgegeben werden. Dieses Vorhaben dauerte zwei Jahre. Wahrscheinlich waren zuerst umfangreiche Reparaturarbeiten an den Windbüchsen auszuführen. Aber auch Zweifel an der Loyalität der Einheit zur kaiserlichen Krone könnten eine Rolle gespielt haben. Die Tiroler Scharfschützen wurden mit 500 Girandoni-Windbüchsen samt Zubehör ausgestattet. Vier Büchsenmacher begleiteten die Truppe. Die Tiroler Jäger wurden im Ersten Koalitionskrieg (1792–1797) eingesetzt.
Französische Berichte bezeugen durchaus die Effektivität der Girandoni-Windbüchse auf dem Schlachtfeld. Die Franzosen empfanden den fehlenden Schussknall als hinterhältig und sollen deswegen gefangene Österreicher exekutiert haben, wenn die Waffe bei ihnen gefunden wurde.
Nach einem Bericht von 1804 gingen von 500 ausgegebenen Girardoni-Windbüchsen 362 verloren, darunter viele bei den Kapitulationen von Königstein (1792), Maastricht (1794) und Landrecies (1794). Die Waffen zeigten Verschleißerscheinungen und Brüche im Mechanismus, die im Einsatz nicht mehr zu reparieren waren. Nach dem Tod Girandonis 1799 wurden zwar 45 Stück durch andere Büchsenmacher gefertigt, doch die Kaiserliche Armee entschied schließlich, die Windbüchsen nicht mehr weiter zu ersetzen und sie aus dem Einsatz zurückzunehmen. Schon in den napoleonischen Kriegen ab 1800 wurden sie nicht mehr verwendet. Während der Wirren in der Revolution von 1848/1849 im Kaisertum Österreich wurden die Waffen zum letzten Mal ausgegeben und danach die meisten verschrottet.
Die Lewis-und-Clark-Expedition (1804–1806) war mit einer Girandoni-Windbüchse ausgerüstet. Hier kam insbesondere zum Tragen, dass eine Windbüchse ohne das in der Wildnis schwer zu beschaffende Schwarzpulver funktionstüchtig war. Die Waffe wurde auch dazu verwendet, bei Demonstrationsschießen die Einheimischen zu beeindrucken.

## Technik
Die Girandoni-Windbüchse hat einen abnehmbaren Kolben, der gleichzeitig Druckbehälter für die Druckluft ist. Der Druckbehälter ist aus Blechen aus vermessingtem Schmiedeeisen gefertigt und hat ein Volumen von etwa 500 ml sowie die Form eines Kegels. Der Körper des Druckbehälters besteht aus zwei Blechteilen, einem gerollten Rechteck und einer Halbkugel als Kappe. Diese Blechteile sind durch Vernieten und Hartlöten miteinander verbunden. Zum Gewehr hin ist der Druckbehälter durch ein Ventilstück verschlossen. Darin befindet sich ein Ventil mit Dichtungsringen aus Hartleder. Das Ventilstück hat ein Gewinde zur Befestigung am Gewehr.
Bevor ein Druckbehälter zum Einsatz freigegeben wurde, musste er einen Test mit einer speziellen Pumpe bestehen. Diese Pumpe schottete den Druckbehälter sicher ab, sollte er beim Test bersten. Da es noch keine Druckmessgeräte gab, wurde über eine festgelegte Anzahl von Pumpstößen getestet. Die Ausfallrate von etwa 30 % war recht hoch. Für die Produktion besonders kritisch war die nicht gleichbleibende Qualität der Bleche.
Die Druckbehälter sollten ab und zu in Wasser getaucht werden, um das Hartleder des Ventils feucht zu halten. Sie hatten einen Bezug aus Leder, der das Greifen vor allem bei kaltem Wetter angenehmer machen sollte.
Um den Druckbehälter zu füllen, nutzte der Schütze die zugehörige Standpumpe. Der Druckbehälter wurde auf den Kolben der Pumpe aufgeschraubt, der Schütze trat auf den Standfuß und drückte mit den Armen den Luftbehälter immer wieder hinunter. Pumpe und Druckbehälter sind auf einen Druck von etwa 55 bar ausgelegt. Mehr ließ sich mit menschlicher Kraft nicht erreichen. (Handelsübliche Druckluftkompressoren für das Handwerk erzeugen 8 bis 10 bar, moderne Gasflaschen haben einen Druck von 200 bis 300 bar.)
20 Geschosse sind in einem Röhrenmagazin neben dem Lauf untergebracht. Um die Waffe zu laden, muss der Schütze den Lauf  etwas schräg nach oben halten, um sicherzustellen, dass sich die Geschosse am Boden der Magazinröhre befinden. Eine starke Blattfeder hält den quer-verstellbaren Keilverschluss geschlossen. Dann drückt der Schütze mit dem Daumen der linken Hand den Verschluss aus dem Lauf zum Magazin hin. Durch die Schwerkraft fällt die nächste Kugel in den Verschluss. Der Schütze lässt den Verschluss los und die Blattfeder drückt den Verschluss samt dem Geschoss wieder in den Lauf zurück. Die Bleikugel fällt nicht aus dem Lauf, auch wenn die Mündung nach unten gehalten wird, weil das Kaliber der Kugel etwas größer ist als das des Laufs.
Mit dem Daumen der rechten Hand spannt der Schütze den Hahn und mit dem Zeigefinger wird der Abzug betätigt. Ein rückwärts gerichteter Schlagbolzen schlägt gegen den Ventilkopf und drückt ihn so etwas aus dem Ventil in den Druckbehälter hinein. Dadurch entweicht Druckluft aus dem Druckbehälter, gelangt über einen Kanal um den Schlagbolzen herum hinter das Geschoss und beschleunigt es aus dem Lauf heraus. Da das Kaliber der Bleikugel etwas größer ist als das des Laufs, wird die weiche Bleikugel in die Züge gedrückt und nimmt so den stabilisierenden Drall auf. Die Ventilfeder schließt das Ventil wieder und schiebt den Schlagbolzen wieder nach vorne.
Der Druckluftvorrat reichte für 20 präzise Schüsse bei einer Reichweite von etwa 90 m. Danach konnten zwar weitere Schüsse abgegeben werden, aber mit abnehmender Reichweite und Präzision.
In einem  speziell hergestellten Tornister wurde das Zubehör mitgeführt. Es bestand aus zwei Druckbehältern, Luftpumpe, Putzzeug, Kugelzange und vier Röhrenmagazinen mit je 20 Geschossen.

## Bewertung
Die Girandoni-Windbüchse bot gegenüber den zeitgenössischen Feuerwaffen einige Vorteile. Der Schütze konnte die Windbüchse im Liegen laden und somit ein deutlich kleineres Ziel abgeben. Es konnten 20 Schuss in einer Minute abgegeben werden gegenüber 3 bei einer Muskete und noch weniger bei einer Pflasterbüchse. Es sammelten sich keine Pulverrückstände im Lauf. Es gab auch keinen verräterischen bzw. die Sicht nehmenden Rauch. Auch hatte das Gewehr keine Probleme bei feuchtem Wetter.
Die Produktion der Girandoni-Windbüchse stellte das technisch Machbare zum Ende des 18. Jahrhunderts dar. Die Fertigung in größeren Stückzahlen war schwierig. Die Windbüchse enthält mehr bewegliche Teile, zudem mit geringerer Fertigungstoleranz, als ein vergleichbares Steinschlossgewehr. Zumindest die Hauptteile Gewehr, Druckbehälter und Pumpen mussten miteinander kompatibel sein. Der Austauschbau steckte aber zu der Zeit noch in den Anfängen.
Ein genereller Schwachpunkt waren die Druckbehälter, denn sie mussten penibel vor Beschädigungen geschützt werden. Im rauen Alltag stellte sich heraus, dass einige Teile nicht robust genug waren und Risse zeigten. Das hätte bei einem überarbeiteten Modell durchaus verbessert werden können.
Doch das Interesse an der Konstruktion erlahmte. Der Hauptgrund war der große Aufwand, die Druckbehälter im Einsatz gefüllt zu halten. Mit der Handpumpe waren etwa 1500 Pumpbewegungen notwendig. Die Idee, die Druckbehälter mit größeren Pumpen zu füllen und dann zu verteilen, funktionierte in der Praxis nicht. Dazu waren die Kämpfe zu beweglich und die erforderliche Logistik dahinter zu aufwendig.
Als militärische Waffe bewährte sich die Windbüchse nicht, wurde aber von verschiedenen Büchsenmachern übernommen und war als luxuriöse Jagdwaffe recht erfolgreich.
Girardoni-Windbüchsen sind unter anderem im Deutschen Jagd- und Fischereimuseum in München und im Waffenmuseum Suhl zu besichtigen; ein Kompressor zum Auffüllen der Luftflaschen ist im Heeresgeschichtlichen Museum Wien ausgestellt.